# تپه قلاکونه
تپه قلا کونه مربوط به هزاره اول قبل از میلاد است و در شهرستان بوکان، بخش مرکزی، دهستان آختاچی، روستای محمودآباد واقع شده و این اثر در تاریخ ۷ اسفند ۱۳۸۵ با شمارهٔ ثبت ۱۷۶۶۷ به‌عنوان یکی از آثار ملی ایران به ثبت رسیده است.